# Stasys Baranauskas
Stasys Baranauskas (ur. 7 maja 1962 w Kownie) – litewski piłkarz występujący na pozycji pomocnika.

## Kariera klubowa
Baranauskas karierę rozpoczynał w 1980 roku w Žalgirisie Wilno, grającym w drugiej lidze ZSRR. W 1982 roku awansował z nim do pierwszej ligi. W 1987 roku wraz z zespołem zajął 3. miejsce w tych rozgrywkach. W 1989 roku przeszedł do izraelskiego Hapoelu Petach Tikwa, z którym w 1990 roku wywalczył wicemistrzostwo Izraela.
Na początku 1991 roku Baranauskas wyjechał do Austrii, gdzie rozpoczął grę dla ASKÖ Pasching, występującego w piątej lidze. W połowie 1991 roku został zawodnikiem drugoligowego klubu Favoritner AC. Spędził tam rok, a potem grał w innych drugoligowych drużynach – First Vienna FC 1894 oraz Wiener SC.
W 1995 roku Baranauskas przeszedł do litewskiego Ekranasa Poniewież. Następnie grał w Karedzie, z którą w 1997 roku zdobył mistrzostwo Litwy. W 1998 roku odszedł do Panerysu Wilno, gdzie rok później zakończył karierę.

## Kariera reprezentacyjna
W reprezentacji Litwy Baranauskas zadebiutował 25 marca 1992 w przegranym 0:2 towarzyskim meczu z Polską. 14 kwietnia 1993 w wygranym 3:1 towarzyskim pojedynku z Albanią strzelił swojego jedynego gola w kadrze. W latach 1992–1993 w drużynie narodowej rozegrał 14 spotkań i zdobył 1 bramkę.